# Cronógrafo de 354

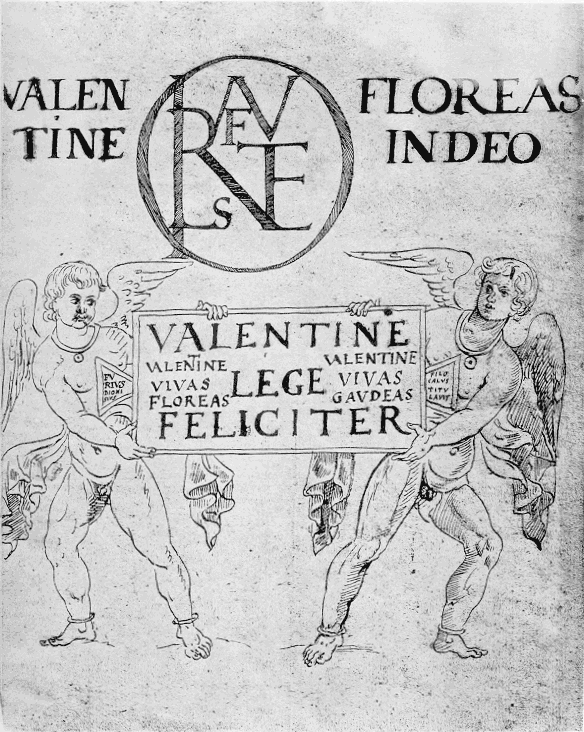
Página inicial e dedicatória do manuscrito Barberini, que diz: «Valentino, que possas florir em Deus» (em cima), «Furio Dionisio Filocalo ilustrou esta obra» (nos triângulos), «Valentino, deleita-te ao ler isto» (no titulus), «Valentino, que possas viver por longo tempo e florir» (à esquerda), «Valentino, que possas viver por longo tempo e te alegrares» (à direita)

O Cronógrafo de 354 (Chronographus Anni CCCLIV) é um calendário ilustrado do ano 354, acompanhado de outros textos e ilustrações, obra do calígrafo Fúrio Dionísio Filócalo, cujo nome é mencionado na dedicatória na primeira página do códex, oferecido aristocrata romano de fé cristã, chamado Valentino.
Compreende:
- I – Dedicatória a Valentino;
- II – As quatro cidades (representações da Tique (personificação da "fortuna" da cidade) de Roma, Alexandria, Constantinopla e Tréveris);
- III – Dedicatória imperial e lista dos Natales Cæsarum, dia de nascimento dos Imperadores romanos;
- IV – Os sete planetas então conhecidos, com as suas lendas;
- V – Effectus XII Signorum, os doze Signos zodiacais;
- VI – Calendário com textos e ilustrações para os doze meses;
- VII – Retrato dos cônsules de 354, o augusto Constâncio II e o césar Constâncio Galo;
- VIII – Lista dos cônsules desde 508 a.C. a 354.
- IX – Ciclo da Páscoa para os anos 312 - 358, com uma continuação (errada) até 410;
- X – Lista dos prefeitos urbanos de Roma desde 254, terminando com Mêmio Vitrásio Orfito, que tinha assumido o cargo em 8 de dezembro de 353;
- XI – Falecimento (sepultamento) dos bispos de Roma desde 255 até a morte do Júlio, em 352;
- XII – Falecimento dos mártires (em latim: Depositio martyrum);
- XIII – Lista dos bispos de Roma (papas), terminando com Libério, no cargo a partir de 352;
- XIV – 14 regiões da Roma Antiga (Notitia urbis Romae) no que se refere aos anos 334 - 357;
- XV – Liber generationis, crônica do mundo, desde a criação, em 334;
- XVI – Chronica Urbis Romae, crônica da cidade de Roma desde os reis de Roma à morte de Licínio em 324;
- XVII – Fasti Vindobonenses, acréscimo não pertencente ao texto original, com a crônica da cidade de Viena desde 390 até 573-575.

O texto teve uma certa sorte: através dos séculos fizeram-se muitas referências a ele e suas ilustrações foram copiadas para um calendário de 449, de Polemio Silvio, além de um planisfério de 579, um ciclo pascal de São Columbano de 602 e uma obra anglo-saxã de 689.
O códex original é atualmente perdido. No Século IX foram feitas algumas cópias, entre as quais o desaparecido “Luxemburguês” e o manuscrito “Sanctogallum DCCCLXXVIII” da Biblioteca da Abadia de São Galo, na Suíça. O manuscrito “Luxemburguês” foi redescoberto no Renascimento, do qual nasceu uma série de cópias: a melhor das quais é o manuscrito “Romano”, feito sobre a supervisão do erudito Nicholas Claude Fabri de Peiresc, convocado após a perda de algumas páginas.
Theodor Mommsen publicou o seu calendário no volume I do Corpus Inscriptionum Latinarum e o resto, sem ilustrações, no volume IX dos Monumenta Germaniae Historica Auctorum Antiquissimorum (Chronica Minora), ao final do Século XIX.